# صيغة لوجاندر
صيغة لوجاندر في الرياضيات و تحديدا في نظرية الأعداد، صيغة لوجاندر الملاحظة من طرف أدريان ماري ليجاندر- تعطي تعبيرا، لكل عدد أولي p و لكل عدد صحيح طبيعي n،

## الأمثلة
من أجل {\displaystyle n}مثبت، هذه الصيغة تثبت أن التطبيق{\displaystyle p\mapsto v_{p}(n!)}تناقصي،يعني أن كل

## وصلات خارجية
Pierre Bornsztein et al., Cours d'arithmétique [archive] de préparation aux Olympiades internationales de mathématiques, p. 12-14, 25-26, 32 et 105